# Rękawica (film 1967)
Rękawica / Rękawiczka (ros. Варежка, Warieżka) – radziecki krótkometrażowy animowany film lalkowy z 1967 roku w reżyserii Romana Kaczanowa wielokrotnie nagradzany na festiwalach.

## Animatorzy
Jurij Norsztejn, Majia Buzinowa, Iosif Douksza, Wiaczesław Szyłobriejew

## Nagrody
- III Wszechzwiązkowy Festiwal Filmowy w Leningradzie - pierwsza nagroda w sekcji filmów animowanych (1968)
- VII Międzynarodowy Festiwal filmów animowanych w  Annecy (Francja) - pierwsza nagroda za najlepszy film dla dzieci (1967)
- V Międzynarodowy Festiwal w Moskwie - Srebrny Medal w konkursie filmów dla dzieci (1967)